# Пламя (Сенненский район)
Пламя (бел. По́лымя; ранее — Белица) — агрогородок в Сенненском районе Витебской области Белоруссии. Административный центр Белицкого сельсовета.

## География
Расположен в 18 км на юг от Сенно и в 79 км на юго-запад от Витебска.

## История

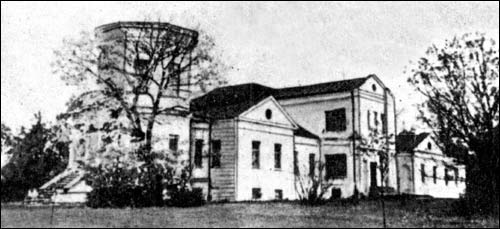
Усадебный дом Святских. Снимок 1914 года.

Первые письменные упоминания о Белице датируются началом XVI века. Современное же название получила в 1917 году.
В 1908 году в Ульяновичской волости Сенненского уезда Могилёвской губернии.
Имением здесь владели Глебовичи, Зеновичи, Сапеги. В середине XIX века хозяевами деревни стали шляхтичи Святские. При них Белица начала процветать — согласно легенде, Святские нашли на дне озера клад с наполеоновским золотом. Здесь появился роскошный дворец. В годы Второй мировой войны в нем размещался немецкий гарнизон, а после — сельскохозтехникум.
В 2011 году деревня Пламя преобразована в агрогородок.
В 2012 году административный центр Белицкого сельсовета из деревни Старая Белица перенесён в агрогородок Пламя.

## Население

### Численность
- 2009 год — 445 человек

### Динамика
- 2009 год — 445 человек (перепись населения)[5]

## Культура
- Дом культуры
- Библиотека

## Достопримечательность
- Комплекс бывшей усадьбы Белица: усадебный дом, производственные и хозяйственные постройки, парк[6] —  Историко-культурная ценность Республики Беларусь, шифр 212Г000750. Памятник архитектуры позднего классицизма. Построена в начале XIX века и перестроенная Королем Святским в начале XX века.

Дворец стоит в парке с прудом. Относительно хорошо сохранилась восьмиугольная башня. Она была возведена чуть позже, чем особняк – в 1911 году. На нижнем уровне располагалась пряльня, ванная и мастерская, на втором сын хозяина Станислав Святский хранил коллекцию оружия. В 1903-1904 гг. в Белицкой школе жил и работал учителем и экономом Янка Купала.
Во дворце было 18 комнат, бальный зал, галерея (в ней хранилась картина Ваньковича «Наполеон у огня», сейчас в Национальном музее Варшавы) и библиотека с 3 тысячами книг.

В самом начале деревни расположено несколько старинных зданий — это бывшие хозпостройки. Уцелел и красивый бровар, в стенах которого до 2002 года располагался спиртзавод.
- Восстановленное языческое капище близ агрогородка Пламя.